# NK Frankopan Brežani
NK Frankopan je nogometni klub iz karlovačkog naselja Brežani. Trenutačno se natječe u 2. ŽNL Karlovačkoj Grupa "Jug".

## Povijest
Klub je osnovan 1993. godine. Sve do 2010. godine klub nije imao svoje terene, odnosno, svoje domaće utakmice je igrao na stadionima NK Karlovca, Radnika, Rečice i Mostanja. Dana 18. lipnja 2010. godine svečano je otvoren stadion u Brežanima.

### Plasmani kluba kroz povijest
| Sezona      | Liga                           | Plasman    |
| ----------- | ------------------------------ | ---------- |
| 1994./95.   | ŽNL Karlovačka                 | 11. mjesto |
| 1996./97.   | 2. ŽNL Karlovačka              | 3. mjesto  |
| 1997./98.   | 2. ŽNL Karlovačka              | 4. mjesto  |
| 1998./99.   | 2. ŽNL Karlovačka              | 2. mjesto  |
| 1999./2000. | 2. ŽNL Karlovačka              | 8. mjesto  |
| 2000./01.   | 3. ŽNL Karlovačka              | 4. mjesto  |
| 2001./02.   | 3. ŽNL Karlovačka              | 4. mjesto  |
| 2002./03.   | 3. ŽNL Karlovačka              | 5. mjesto  |
| 2003./04.   | 3. ŽNL Karlovačka              |            |
| 2004./05.   | 3. ŽNL Karlovačka              |            |
| 2005./06.   | 3. ŽNL Karlovačka              |            |
| 2006./07.   | 3. ŽNL Karlovačka              |            |
| 2007./08.   | 3. ŽNL Karlovačka              |            |
| 2008./09.   | 2. ŽNL Karlovačka              | 9. mjesto  |
| 2009./10.   | 2. ŽNL Karlovačka              | 8. mjesto  |
| 2010./11.   | 2. ŽNL Karlovačka              | 4. mjesto  |
| 2011./12.   | 2. ŽNL Karlovačka              | 9. mjesto  |
| 2012./13.   | 2. ŽNL Karlovačka              | 10. mjesto |
| 2013./14.   | 2. ŽNL Karlovačka              | 4. mjesto  |
| 2014./15.   | 2. ŽNL Karlovačka Grupa Sjever | 3. mjesto  |
| 2015./16.   | 2. ŽNL Karlovačka Grupa Sjever | 5. mjesto  |
| 2016./17.   | 2. ŽNL Karlovačka Grupa Sjever | 8. mjesto  |